# Playlist (I Gatti di Vicolo Miracoli)
Playilist è una raccolta de I Gatti di Vicolo Miracoli pubblicata il 13 gennaio 2016 da Rhino Records.

## Descrizione
La raccolta contiene brani de I Gatti di Vicolo Miracoli tratti dai loro secondo album del 1975, In caduta libera, e terzo album del 1979, I Gatti di Vicolo Miracoli, più alcuni singoli come ad esempio Ciao varieté. Sono cioè tutti brani registrati dalla formazione a quattro del gruppo cabarettistico veronese che comprende Umberto Smaila, Jerry Calà, Nini Salerno e Franco Oppini. Tuttavia la raccolta non è una ristampa completa dei due album, mancando alcune canzoni contenute in essi, e non contempla brani registrati dalla prima formazione con Gianandrea Gazzola e Spray Mallaby.

## Tracce
1. Capito? – 3:40
2. Prova – 3:55
3. Discogatto – 4:22
4. Verona Beat – 5:39
5. Figli d'eroi – 3:25
6. In caduta libera – 2:49
7. L'isola – 3:12
8. Quanto vale un uomo – 3:10
9. Rocky Maiale – 3:02
10. Un amico in più – 3:54
11. Uomini, bambini, angeli – 2:28
12. Una città – 2:59
13. Ciao varieté – 3:15
14. È il momento di pensare – 4:27
15. Vittoria! – 2:51

## Formazione
- Umberto Smaila: voce
- Nini Salerno: voce
- Jerry Calà: voce
- Franco Oppini: voce